# Nacho Llovet
Ignacio Llovet Camp (nacido el 9 de mayo de 1991 en Barcelona, Barcelona) es un jugador de baloncesto español. Con 2.02  metros de estatura, juega en la posición de ala-pívot. Actualmente forma parte de la plantilla del MoraBanc Andorra de la liga ACB. Es licenciado en Ingeniería Industrial por la Universidad Politécnica de Cataluña.

## Trayectoria deportiva

### Joventut de Badalona
Llovet debutó en la liga ACB el 21 de noviembre de 2010 en Bilbao contra el Joventut de Badalona. La victoria fue para el equipo catalán por un ajustado 85 a 92, y Llovet ayudó al equipo con 1 punto y 4 rebotes para sumar un 4 de valoración en poco más de 6 minutos en la pista.
En su primera temporada en la liga profesional, Llovet disputó un total 4 partidos, en los que demostró ser una buena garantía para el equipo de Badalona. Promedió 3 puntos, 2 rebotes y 2 faltas recibidas en 7 minutos de juego, sumando en total 5 puntos de valoración.
En su segunda temporada en el primer equipo del Joventut de Badalona, Nacho Llovet se consolidó como una apuesta de futuro tanto para el equipo badalonés como para el baloncesto español. Llovet empezó a disputar más partidos y a tener más minutos, aprendiendo los pívots veteranos del equipo y luchando día tras día para mejorar sus registros. Su mejor partido fue contra el Assignia Manresa, en el que firmó 9 puntos y seis rebotes para un total de 14 de valoración en 14 minutos.
Al final del curso, Llovet multiplicó su experiencia disputando 17 partidos en los que promedió 3 puntos, cogió 3 rebotes y recibió 2 faltas personales en 13 minutos de juego, para sumar 2 puntos de valoración.
El 28 de octubre de 2012, Nacho Llovet firmó su mejor partido como jugador profesional de baloncesto. El partido tuvo lugar en Badalona, donde el Joventut recibió al Club Básquet Murcia, consiguiendo una contundente victoria por 92 a 70. Nacho Llovet fue el mejor del partido y consiguió, además, pulverizar sus registros personales ya que consiguió 12 puntos, capturó 9 rebotes y recibió 3 faltas para un total de 24 de valoración en 23 minutos de juego.

### Monbus Obradoiro
En julio de 2016, con más de 150 partidos en la ACB, ficha por el Monbus Obradoiro.

### Bàsquet Club Andorra
El 3 de julio de 2019 se oficializa su fichaje por tres temporada por el MoraBanc Andorra.

## Internacional
Debuta con la selección española absoluta en partido oficial en Zaragoza ante Montenegro ( España 79 - Montenegro 67 ), el 22 de noviembre de 2017, en el partido inaugural del torneo clasificatorio para el Mundial de 2020. 
En diciembre de 2018 España se clasifica definitivamente para el campeonato con una ajustadísima victoria ( 72 - 68 )ante una luchadora Ucrania, formando parte Llovet del quinteto inicial con 6 puntos de valoración ( 2 puntos ) en 13 minutos en la cancha.

## Palmarés
- Medalla de plata Selección española Sub-16 en el Eurobasket 2007 de Grecia.
- 2008-09. DKV Joventut. Circuito Sub-20. Campeón
- Medalla de bronce Selección española Sub-20 en el Eurobasket 2010 de Croacia.
- Medalla de oro Selección española Sub-20 en el Eurobasket 2011 de Bilbao.